# 尼古拉耶夫集束炸弹轰炸
尼古拉耶夫集束炸弹轰炸是指2022年3月13日俄罗斯武装部队使用集束弹药轰炸烏克蘭南部城市尼古拉耶夫，导致9名平民死亡的事件。

## 受损情况
在轰炸中，9名在街上排队等待取款的平民丧生。爆炸还造成了房屋损坏。人权观察组织对该事件进行分析后认为，俄军使用了BM-30「龍捲風」火箭炮和BM-27“飓风”火箭炮对人口稠密地区进行袭击。

## 战争罪行
由于集束炸弹会造成滥杀滥伤，人权观察组织将俄罗斯在市區人口密集地投放炸彈的行為考慮歸類為战争罪行。

## 关联条目
- 2022年俄罗斯入侵乌克兰的战争罪行
- 马里乌波尔医院空袭
- 尼古拉耶夫政府大楼空袭